# John Payne Collier

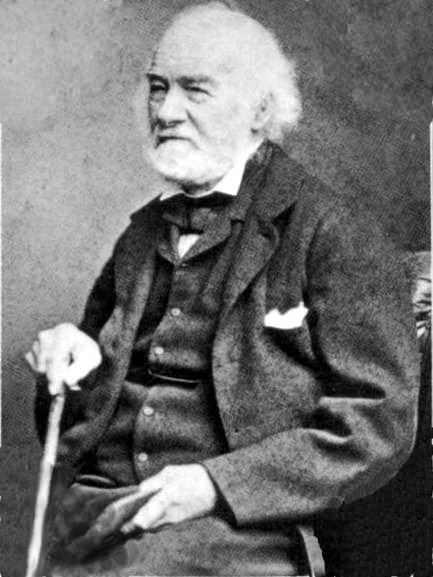
John Payne Collier.

John Payne Collier, född den 11 januari 1789, död den 17 september 1883, var en engelsk litteraturhistoriker.
Collier var son till en köpman, som slagit sig på litteratur och journalistik, samt blev själv vid unga år anställd som medarbetare i Times (1809), övergick 1821 till Morning Chronicle, där han till 1847 verkade som rättegångs- och parlamentsreferent, samt blev därjämte 1829 praktiserande advokat. Åren 1847–1850 var han sekreterare i en för reformering av British Museums förvaltning tillsatt kommission, erhöll sedan en liten pension och tillbringade sin återstående levnad i Maidenhead. 
Redan från barndomen hade Collier studerat äldre engelsk litteratur. Åren 1825–1827 utgav han en ny upplaga (i tolv band) av Dodsleys "Old Plays", supplerad 1833 med "Five Old Plays", samt publicerade 1831 i tre band sin banbrytande History of English Dramatic Poetry to the Time of Shakespeare, and Annals of the Stage to the Restoration, ett klumpigt disponerat, men på värdefulla upplysningar rikt arbete, här och där emellertid vanställt genom de litterära förfalskningar, för vilka Collier med åren visade en allt mer utpräglad böjelse. 
Han fick nu tillträde till hertigens av Devonshire och andra magnaters rika litterära samlingar och skaffade sig där material till nya litteraturhistoriska studier och editionsarbeten. Ur lord Ellesmeres samlingar i Bridgewater House fick han stoff till New Facts Concerning the Life and Works of Shakespeare (1835) samt till The Egerton Papers (1840), ett värdefullt urval av förut outgivna manuskript. 
Collier var synnerligen verksam i Camden Society, 1845–1861 som dess skattmästare, blev direktör för det 1840 stiftade sällskapet Shakespeare Society och lämnade ymniga bidrag till båda dessa sällskaps utgivna handlingar; bland annat utgav han de för Elisabetstidens litteraturhistoria ovärderliga Diary of P. Henslowe (1845) och Extracts from the Registers of the Stationers' Company (två band, 1848–1849). 
Sina ivrigaste studier ägnade Collier åt Shakespeare, och 1842–1844 utgav han en kommenterad Shakespeareupplaga i åtta band. År 1852 påstod han sig ha gjort ett synnerligen värderikt fynd, ett exemplar av den andra Shakespeare-folioupplagan av 1632, med på 1600-talet tillskrivna textförbättringar. Med hjälp av denna bok, den så kallade Perkins' folio, utgav Collier samma år Notes and Emendations to the Text of Shakespeare's Plays (ny upplaga 1854) samt framkallade därigenom en livlig strid bland Shakespeareforskarna, utförligt skildrad av Ingleby i Complete View of the Shakespeare Controversy (1861). 
Tvivel om de textkritiska anteckningarnas äkthet uttalades redan 1853, och då Perkins' folio av sin nye ägare, hertigen av Devonshire, 1859 deponerats i British Museum, lyckades Nicholas Hamilton genom en noggrann paleografisk undersökning fullständigt avslöja dem som förfalskningar, varefter liknande angrepp gjordes mot ett flertal av Colliers tidigare texteditioner. 
Collier försvarade sig med större häftighet än framgång; till fullo har man emellertid aldrig kunnat utreda omfånget av hans förfalskningar. Bland hans övriga arbeten märks en Spenserupplaga (fem band, 1862), den värdefulla bibliografin Bibliographical and Critical Account of the Rarest Books in the English Language (två band, 1865) och det självbiografiska fragmentet An Old Man's Diary Forty Years Ago (fyra band, 1871–1872). 
Collier förvärvade sig stor förtjänst om engelsk litteratur genom att ur glömskan framdraga en stor mängd äldre dramatiska författare, men hans sjukliga förfalskningsbegär vållade oerhörd skada. Det vilar nu för alltid en misstanke över de uppgifter han lämnat och de manuskript, som gått genom hans händer.